# شاهزاده ایران ۲: سایه و شعله
شاهزاده ایران ۲: سایه و شعله (به انگلیسی: Prince of Persia 2: The Shadow and the Flame) یک بازی از بردر بوند است که در سال ۱۹۹۳ منتشر شد. این بازی برای ام‌اس-داس، سوپر نینتندو و مک اواس به بازار عرضه شد.

## داستان
این بازی یازده روز پس از اتفاقات نسخه اول آغاز می‌شود. در این مدت، شاهزاده به عنوان قهرمانی که جعفر شرور را شکست داده بود، مورد ستایش قرار گرفته است. او همه ثروت‌ها را رد می‌کند و در عوض از سلطان ایران درخواست می‌کند تا با شاهزاده خانم ازدواج کند که سلطان با اکراه موافقت می‌نماید.
بازی با ورود شاهزاده به دربار سلطنتی شروع می‌شود. اما پیش از ورود، ظاهرش به شکل یک گدا تغییر می‌کند. هیچ کس او را نمی‌شناسد و وقتی سعی می‌کند با شاهزاده خانم صحبت کند، مردی که شبیه اوست (جعفر با تغییر شکل جادویی) از سایه‌ها بیرون آمده و دستور می‌دهد او را بیرون بیندازند. با تعقیب نگهبانان، شاهزاده از پنجره می‌پرد و با کشتی از شهر فرار می‌کند.
روی کشتی، شاهزاده به خواب می‌رود و زنی مرموز را در رؤیا می‌بیند که از او می‌خواهد به سویش برود. در این لحظه، کشتی مورد اصابت صاعقه‌ای قرار می‌گیرد که جعفر فرستاده است. وقتی شاهزاده به هوش می‌آید، خود را در ساحل جزیره‌ای ناشناخته می‌یابد. او به غاری پر از اسکلت‌های انسانی متحرک می‌رسد که با او می‌جنگند. سرانجام با قالیچه پرنده از غار فرار می‌کند.
در همین حال در ایران، جعفر با ظاهر شاهزاده تخت پادشاهی را تصاحب می‌کند. شاهزاده خانم تحت تأثیر طلسم مرگ تدریجی جعفر بیمار می‌شود.
قالیچه پرنده شاهزاده را به ویرانه‌های بصره می‌برد که پر از سرهای غول پرنده، مارها و تله‌هاست. وقتی به اتاقی که زمانی تالار تخت بوده می‌رسد، با لمس شمشیری روی زمین بیهوش می‌شود و رویایی دیگر می‌بیند. زن مرموز که مادرش است، دوباره ظاهر می‌شود و توضیح می‌دهد که شاهزاده از تبار سلطنتی است و تنها بازمانده قتل‌عام توسط "ارتش تاریکی" می‌باشد، پس از آنکه والدینش جان خود را برای نجات او فدا کردند. این شمشیر متعلق به پدرش بوده و مادر از او می‌خواهد شمشیر را برداشته و انتقام کشته‌شدگان را بگیرد.
شاهزاده با اسب جادویی به معبد سرخ می‌رود که محل زندگی راهبان جنگجویی با کلاهخودهای پرنده است. در آنجا متوجه می‌شود سایه‌اش که در اتفاقات بازی اول به وجود آمده بود، اکنون می‌تواند به اراده او از بدنش جدا شود. او از سایه‌اش برای به دست آوردن شعله جادویی معبد استفاده می‌کند و در این لحظه جنگجویان پرنده در برابر او زانو می‌زنند. شاهزاده با اسب جادویی به ایران بازمی‌گردد و با جعفر روبرو می‌شود. با استفاده از سایه و شعله جادویی، جعفر را می‌سوزاند و برای همیشه از بین می‌برد.
با شکسته شدن طلسم جعفر، شاهزاده خانم بیدار می‌شود و آن دو با شادی به یکدیگر می‌پیوندند. شاهزاده دستور می‌دهد خاکستر جعفر را پراکنده کنند. بازی با صحنه‌ای تعلیق‌آمیز به پایان می‌رسد که در آن جادوگر پیری از طریق گوی بلورین این زوج خوشبخت را تماشا می‌کند. به گفته جردن میشنر، داستان جادوگر و "ارتش تاریکی" قرار بود در نسخه بعدی ساخته شود که هرگز چنین نشد.

## گیم پلی
گیم پلی و کنترل این بازی دقیقاً همانند شماره قبل است و پریدن و حل مسائل نیز شبیه شماره قبل است. از جمله بیشترین تفاوتی که در این سری احساس می‌شود کم شدن تعداد دشمن‌ها و بیشتر شدن معماهای بازی است که باعث می‌شود به تنهایی در بیشتر مراحل بازی حضور داشته باشد. اما در قسمت‌هایی در یک لحظه چهار دشمن به سمت بازی‌کننده خواهد آمد و ممکن است پس از کشتن از آن‌ها بلافاصله یک دشمن دیگه جایگزین آن شود. گرافیک بازی نیز بر خلاف پیچیدگی بازی خیلی ساده است.